# Brianna Perry
Pour les articles homonymes, voir Perry.
Brianna Perry est une rappeuse américaine aussi connue sous le nom Lil' Brianna née le 11 janvier 1992 dans le Comté de Miami-Dade en Floride.

## Carrière

### Atlantic Records etSisterhood of Hip Hop: (2011-présent)
En 2011, Brianna signe avec le label Poe Boy Music Group. La même année Brianna Perry sort le single Fly Kicks accompagné d'un clip vidéo. Sa 1re dans l'émission 106 & Park sur la chaîne BET lui a rapporté un contrat avec le label Atlantic Records; elle y a accumulé assez de buzz médiatique pour composer une mixtape nommée Face Off. Le 20 décembre 2011, Perry sort le single Marilyn Monroe qui est produit par le producteur régulier de Missy Elliott, Cainon Lamb.
La chanson a reçu un accueil favorable, par exemple Beyonce a présenté cette chanson sur son site internet.
En 2012, Brianna Perry collabore avec le groupe SWV sur le single Do Ya, avec Pusha T sur le single Red Cup, et avec Victoria Monet sur le single Hate Ya Past, cette dernière chanson est présente sur sa mixtape Symphony No. 9: The B Collection. Brianna Perry va collaborer avec Trina sur un projet visuel nommé Girl Talk.
En juin 2014, Brianna Perry participe à sa propre émission de téléréalité appelé Sisterhood of Hip Hop (en) sur la chaîne Oxygen. Le 22 juillet, son single I'm That B.I.T.C.H. sort sur ITunes. Le 23 septembre, son single Since You Left sort sur ITunes.
Le 3 avril 2015, elle dévoile le single Busy Counting Money. Le 9 juin, la deuxième saison de Sisterhood of Hip Hop. Le 17, elle dévoile sur Youtube le clip vidéo pour la chanson Shyne. Le 17 juillet est dévoilé le single U N I T Y, qui est une chanson extraite de sa téléréalite. La chanson est une collaboration entre Siya, Nyemiah Supreme, Brianna Perry, Diamond & Bïa.

## Discographie

### Mixtapes
- 2003: Candy Girl (hosted by Rick Ross)[4]
- 2007: Princess of Miami[16]
- 2009: The Graduation[17]
- 2011: Face Off[4]
- 2012: Symphony No. 9[18]
- 2013: Symphony No. 9: The B Collection[19]

### Singles
- 2009: "Duh!"[16]
- 2010: "Boom Shacka" (featuring Flo Rida)[20]
- 2011: "Fly Kicks"[3]
- 2011: "Marilyn Monroe"[4]
- 2013: "Hate Ya Past" (featuring Victoria Monet)[8]
- 2014: "I'm That B.I.T.C.H."[21]
- 2014: "Since U Left" (featuring Taylor Parks)[22]
- 2015: "Busy Counting Money"

### Collaborations
| Titre                    | Année | Autre(s) artiste(s)                  | Album                |
| ------------------------ | ----- | ------------------------------------ | -------------------- |
| "Kandi"                  | 2002  | Trina                                | Diamond Princess     |
| "Say Aah (Ladies Remix)" | 2009  | Trina, Shonie                        | NC                   |
| "Beautiful Body"         | 2011  | Trina                                | Diamonds Are Forever |
| "Let It Burn"            | 2011  | Flo Rida                             | NC                   |
| "Do Ya"                  | 2012  | SWV                                  | I Missed Us          |
| "Supa Bad"               | 2012  | Trina                                | Back 2 Business      |
| "U N I T Y"              | 2015  | Siya, Nyemiah Supreme, Diamond & Bïa |                      |

## Filmographie
- 2002 : Rap City (en)
- 2005 : The Road to Stardom with Missy Elliott (en)
- 2014–présent : Sisterhood of Hip Hop (en)

## Distinction
| Année | Prix            | Catégorie                           | Travail nommé | Résultat   | Réf. |
| ----- | --------------- | ----------------------------------- | ------------- | ---------- | ---- |
| 2012  | BET Awards 2012 | artiste féminine hip-hop de l'année | Elle-même     | Nomination |      |